# Chosen Jacobs
Chosen Jacobs (Springfield (Massachusetts), 1 juli 2001) is een Amerikaanse (jeugd)acteur en zanger die vooral bekend staat om zijn terugkerende rol als Will Grover in de misdaadserie Hawaii Five-0, zijn rol als Mike Hanlon in de horrorfilm It uit 2017 en als de jonge Mike Hanlon in het vervolg uit 2019 gebaseerd op de gelijknamige roman uit 1986 van Stephen King. Zijn eerste acteerrol was in een commercial voor Hot Wheels. In 2015 verhuisde hij naar Hollywood om zijn muziek- en acteercarrière voort te zetten.

## Prijzen en nominaties
| Jaar | Prijs                 | Categorie                            | Werk | Uitslag  |
| ---- | --------------------- | ------------------------------------ | ---- | -------- |
| 2018 | MTV Movie & TV Awards | Best On-Screen Team (Beste Filmteam) | It   | Gewonnen |